# Санта Луча (Мачерата)
Санта Луча је насеље у Италији у округу Мачерата, региону Марке.
Према процени из 2011. у насељу је живело 445 становника. Насеље се налази на надморској висини од 549 м.